# Колумбия на летних Олимпийских играх 2020
Колумбия на летних Олимпийских играх 2020 года была представлена 70 спортсменами в 18 видах спорта. В связи с пандемией COVID-19 Международный олимпийский комитет принял решение перенести Игры на 2021 год.

## Состав сборной
Бокс
1. Сейбер Авила
2. Хорхе Вивас
3. Юберхен Мартинес
4. Кристиан Сальседо
5. Йени Ариас
6. Ингрит Валенсия

Велоспорт
 Шоссейный велоспорт
1. Квота 1

 Конный спорт
1. Квота 1

 Прыжки в воду
1. Квота 1
2. Квота 2

 Стрельба из лука
1. Квота 1

## Результаты соревнований

### Бокс
Соревнования по боксу на Играх 2020 года пройдут с 24 июля по 8 августа в Рёгоку Кокугикан. В связи с отстранением Международной ассоциации бокса (AIBA) организацией квалификационных соревнований занималась рабочая группа МОК. Отбор на Игры для американских спортсменов должен был проходить в рамках континентального и мирового квалификационных турниров, однако из-за пандемии COVID-19 оба этих турнира были отменены и обладателей лицензий определяли по рейтингу BTF (IOC Boxing Task Force). По его результатам сборная США завоевала 5 лицензий у мужчин и 4 у женщин.
Мужчины
| Категория   | Спортсмены        | Первый раунд       | Второй раунд       | Четвертьфинал      | Полуфинал          | Финал              | Место |
| Категория   | Спортсмены        | Соперник Результат | Соперник Результат | Соперник Результат | Соперник Результат | Соперник Результат | Место |
| ----------- | ----------------- | ------------------ | ------------------ | ------------------ | ------------------ | ------------------ | ----- |
| до 52 кг    | Юберхен Мартинес  |                    |                    |                    |                    |                    |       |
| до 57 кг    | Сейбер Авила      |                    |                    |                    |                    |                    |       |
| до 81 кг    | Хорхе Вивас       |                    |                    |                    |                    |                    |       |
| свыше 91 кг | Кристиан Сальседо |                    |                    |                    |                    |                    |       |

Женщины
| Категория | Спортсменки     | Первый раунд        | Второй раунд        | Четвертьфинал       | Полуфинал           | Финал               | Место |
| Категория | Спортсменки     | Соперница Результат | Соперница Результат | Соперница Результат | Соперница Результат | Соперница Результат | Место |
| --------- | --------------- | ------------------- | ------------------- | ------------------- | ------------------- | ------------------- | ----- |
| до 51 кг  | Ингрит Валенсия |                     |                     |                     |                     |                     |       |
| до 57 кг  | Йени Ариас      |                     |                     |                     |                     |                     |       |

### Велоспорт
Соревнования по велоспорту на летних Олимпийских играх 2020 пройдут с 25 июля по 9 августа.

#### Шоссейный велоспорт
Соревнования в шоссейных велогонках на Играх 2020 года пройдут с 25 по 29 июля. Старт соревнований будет происходить в парке Мусасиномори. Большая часть дистанции будет располагаться за пределами Токио, в том числе и на трассе формулы-1 Фудзи Спидвей. Дистанция шоссейной гонки у мужчин составит 234 км, а у женщин — 137 км.
Основным критерием отбора стран для участия в Олимпийских играх стал мировой рейтинг UCI, сформированный по результатам квалификационных соревнований в период с 22 октября 2018 года по 22 октября 2019 года. Также небольшая часть квот была распределена по результатам континентальных первенств и чемпионата мира 2019 года.
Сборная Колумбии завоевала олимпийскую лицензию, благодаря удачному выступлению на Панамериканском чемпионате, который прошёл со 2 по 5 мая 2019 года в Мехико. В мужской части соревнований серебряным призёром стал Алексис Камачо. Колумбийские велосипедисты продолжили беспрерывную серию выступлений в групповой шоссейной велогонке, которая началась на Играх 1984 года.
Мужчины
| Соревнование    | Спортсмены | Время | Место | Отставание |
| --------------- | ---------- | ----- | ----- | ---------- |
| групповая гонка |            |       |       |            |